# Hamer (Idaho)
Hamer is een plaats (city) in de Amerikaanse staat Idaho, en valt bestuurlijk gezien onder Jefferson County.

## Demografie
Bij de volkstelling in 2000 werd het aantal inwoners vastgesteld op 12.
In 2006 is het aantal inwoners door het United States Census Bureau geschat op eveneens 12.

## Geografie
Volgens het United States Census Bureau beslaat de plaats een oppervlakte van
0,5 km², geheel bestaande uit land. Hamer ligt op ongeveer 1464 m boven zeeniveau.

## Plaatsen in de nabije omgeving
De onderstaande figuur toont nabijgelegen plaatsen in een straal van 36 km rond Hamer.